# Estádio Antônio Savattone
O Estádio Antônio Savattone é um estádio de futebol do Brasil, localizado na Rua Ernesto Silveira, bairro de Nossa Senhora de Fátima, em Teresópolis, Estado do Rio de Janeiro. Abriga jogos do Teresópolis Futebol Clube em competições profissionais, além de servir como centro de treinamento das categorias de base do time teresopolitano.
O campo onde hoje situa-se o Estádio Antônio Savattone já serviu como local de treinamento da Seleção Brasileira de Futebol para a Copa do Mundo FIFA de 1966. Os treinos atraiam públicos de até 10 mil pessoas, que se acomodavam em arquibancadas móveis trazidas do Carnaval do Rio.
O estádio já abrigou diversos eventos esportivos locais, como o 1º Centro de Treinamento Orientado para Futebol Profissional (CETROF), que ocorreu em 1975 e contou com a presença do então presidente da Confederação Brasileira de Desportos (CBD), Heleno Nunes, além de competições municipais de futebol, especialmente na década de 1980.
Atualmente, existe uma reivindicação por parte do poder público municipal em relação ao local onde está construído o Estádio Antônio Savattone, que data do ano de 2017, onde exige que o Teresópolis Futebol Clube faça à devolução do terreno ao município. Em 2022, um acordo chegou a ser anunciado entre o prefeito Vinicius Claussen e o presidente do clube Frederico Menezes, com assinatura entre ambas as partes marcada para o dia 2 de julho, algo que não se concretizou de fato, mantendo a ação judicial em curso.